# Wojska Lądowe
Wojska Lądowe (WL) – jeden z pięciu, obok Sił Powietrznych, Marynarki Wojennej, Wojsk Specjalnych i Wojsk Obrony Terytorialnej, rodzajów Sił Zbrojnych Rzeczypospolitej Polskiej.

Flaga Dowódcy Wojsk Lądowych (2012-2013)

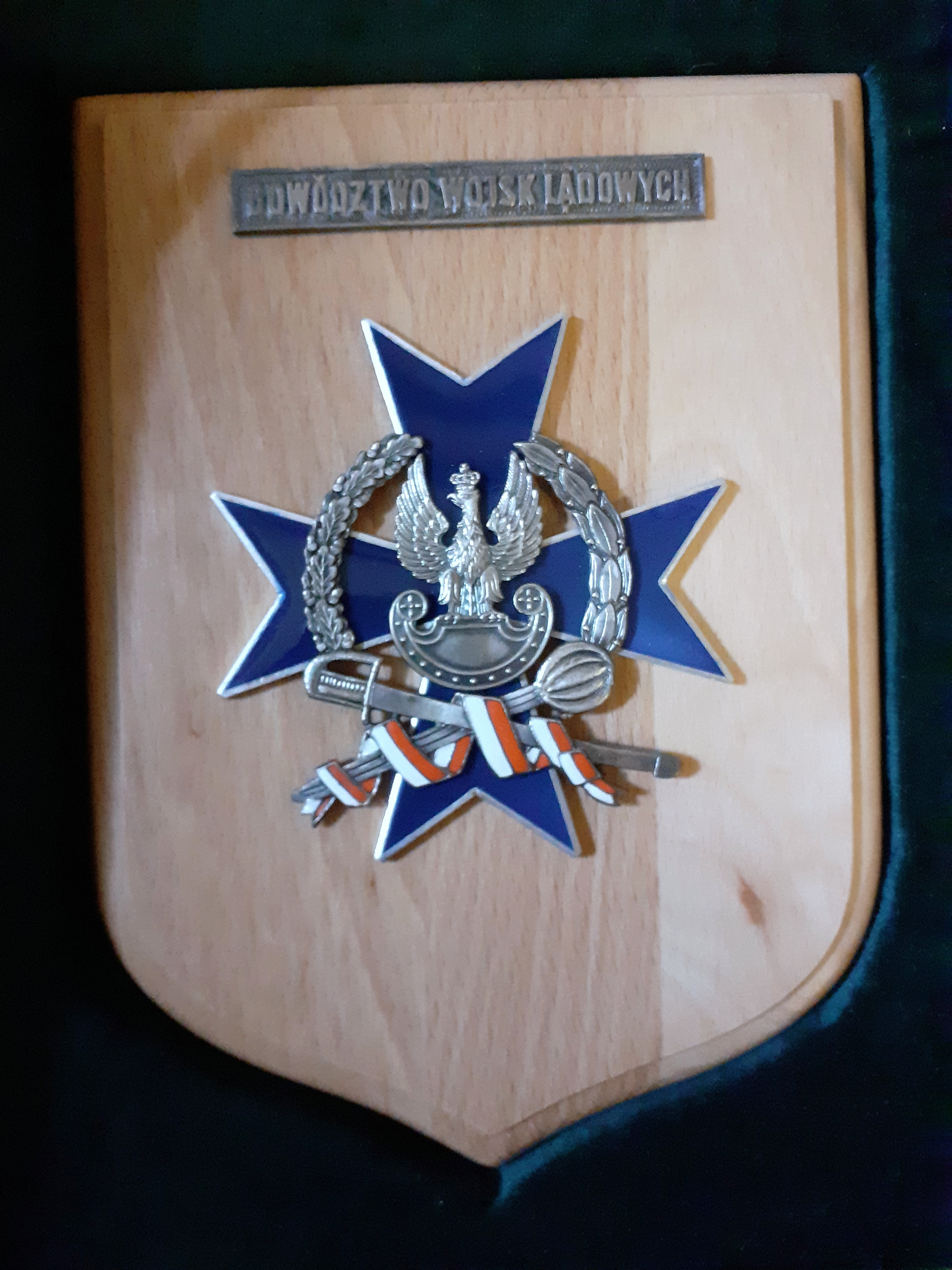
Plakieta Dowództwa Wojsk Lądowych

## Historia

### 2011 – 31.12.2013
Po utworzeniu Inspektoratu Wsparcia Sił Zbrojnych Pomorski Okręg Wojskowy (Bydgoszcz) oraz Śląski Okręg Wojskowy zostały rozformowane decyzją Ministra Obrony Narodowej 28 grudnia 2011 roku.

### 01.01.2014 – 31.07.2023
2 Korpus Zmechanizowany (Kraków) został rozformowany w 2014 roku, a na jego bazie sformowano Centrum Operacji Lądowych – Dowództwo Komponentu Lądowego (COL-DKL) odpowiedzialne za użycie Wojsk Lądowych w operacjach dowodzonych przez Dowódcę Operacyjnego Rodzajów Sił Zbrojnych.

### Po 01.08.2023
Centrum Operacji Lądowych – Dowództwo Komponentu Lądowego został rozformowany, a na jego bazie sformowano Dowództwo 2 Korpusu Polskiego – Dowództwo Komponentu Lądowego.

### Dowódcy wojsk lądowych

#### Dowódcy Wojsk Lądowych
- gen. broni Zbigniew Zalewski (20 XI 1996 – 29 IX 2000)
- gen. broni Edward Pietrzyk (30 IX 2000 – 3 X 2006)
- gen. broni Waldemar Skrzypczak (3 X 2006 – 15 IX 2009)
- gen. dyw. Tadeusz Buk (15 IX 2009 – † 10 IV 2010)
- gen. dyw. Edward Gruszka (p.o. 10 IV – 20 V 2010)
- gen. broni Zbigniew Głowienka (20 V 2010 – 31 XII 2013)

#### Inspektorzy Wojsk Lądowych
- gen. dyw. Janusz Bronowicz (1 stycznia 2014 – 4 marca 2016)
- gen. broni Leszek Surawski (5 marca 2016 – 3 listopada 2016)
- gen. bryg. Wojciech Grabowski (4 listopada 2016 – 29 stycznia 2020)
- cz.p.o. gen. bryg. Grzegorz Hałupka (29 stycznia 2020 – 20 marca 2020)
- cz.p.o. gen. bryg. Artur Pikoń (20 marca 2020 – 1 października 2020)
- gen. dyw. Maciej Jabłoński (1 października 2020 – 31 lipca 2023)
- cz.p.o. gen. bryg. Jarosław Górowski (31 lipca 2023 – 29 września 2023)
- gen. dyw. Piotr Trytek (29 września 2023 – )

## Podstawy prawne
Podstawami prawnymi utworzenia powietrznego segmentu polskich Sił Zbrojnych Rzeczypospolitej Polskiej są Konstytucja Rzeczypospolitej Polskiej oraz akty prawne niższego rzędu, w tym przede wszystkim ustawa o obronie Ojczyzny z dnia 11 marca 2022 r. (Dz.U. z 2022 r. poz. 2305). Zgodnie z art. 15 ust. 1 ustawy o obronie Ojczyzny, w skład Sił Zbrojnych wchodzą jako ich rodzaje: Wojska Lądowe, Siły Powietrzne, Marynarka Wojenna, Wojska Specjalne oraz Wojska Obrony Terytorialnej, zaś na podstawie art. 20 ust. 1 oraz art. 21 ust. 1 tej samej ustawy, jednostkami wojskowymi i związkami organizacyjnymi należącymi wcześniej do Wojsk Lądowych dowodzi Dowódca Generalny Rodzajów Sił Zbrojnych wraz z Dowódcą Operacyjnym Rodzajów Sił Zbrojnych. Przepis ten nie narusza jednak postanowień prawa w zakresie cywilnego zwierzchnictwa nad Siłami Zbrojnymi przez Prezydenta Rzeczypospolitej Polskiej, sprawowanego za pośrednictwem Ministra Obrony.

## Dowództwo
Z dniem 1 stycznia 2014 na podstawie ustawy o zmianie ustawy o urzędzie Ministra Obrony Narodowej oraz niektórych innych ustaw (Dz.U. z 2013 r. poz. 852) Dowództwo Wojsk Lądowych uległo likwidacji, a jego zadania przejęło Dowództwo Generalne Rodzajów Sił Zbrojnych wraz z Dowództwem Operacyjnym Rodzajów Sił Zbrojnych.

## Organizacja
- Dowództwo Operacyjne Rodzajów Sił Zbrojnych w Warszawie
  - Dowództwo 2 Korpusu Polskiego – Dowództwo Komponentu Lądowego
- Dowództwo Generalne Rodzajów Sił Zbrojnych w Warszawie
  - Dywizje
    - 1 Dywizja Piechoty Legionów (Ciechanów)
    - 11 Lubuska Dywizja Kawalerii Pancernej (Żagań)
    - 12 Szczecińska Dywizja Zmechanizowana (Szczecin)
    - 16 Pomorska Dywizja Zmechanizowana (Olsztyn)
    - 18 Dywizja Zmechanizowana (Siedlce)
    - 8 Dywizja Piechoty Armii Krajowej (III RP) (Kielce)

  - Samodzielne brygady
    - 6 Brygada Powietrznodesantowa (Kraków)
    - 25 Brygada Kawalerii Powietrznej (Tomaszów Mazowiecki)
    - 1 Pomorska Brygada Logistyczna (Bydgoszcz)
    - 10 Opolska Brygada Logistyczna (Opole)

  - Lotnictwo WL
    - 1 Brygada Lotnictwa Wojsk Lądowych (Inowrocław)

  - Samodzielne pułki
    - 1 Brzeski Pułk Saperów (Brzeg)
    - 2 Mazowiecki Pułk Saperów (Kazuń)
    - 2 Hrubieszowski Pułk Rozpoznawczy (Hrubieszów)
    - 9 Warmiński Pułk Rozpoznawczy (Lidzbark Warmiński)
    - 18 Białostocki Pułk Rozpoznawczy (Białystok)
    - 2 Inowrocławski Pułk Inżynieryjny (Inowrocław)
    - 5 Pułk Inżynieryjny (Szczecin)
    - 4 Brodnicki Pułk Chemiczny (Brodnica)
    - 5 Tarnogórski Pułk Chemiczny (Tarnowskie Góry)

  - Inne jednostki bezpośrednio podlegające Wojskom Lądowym
    - 2 Przasnyski Ośrodek Radioelektroniczny (Przasnysz)
    - Centrum Reagowania Epidemiologicznego Sił Zbrojnych (Warszawa)
    - Centralna Grupa Działań Psychologicznych (Bydgoszcz)
    - 1 Wojskowy Szpital Polowy (Bydgoszcz)
    - 2 Wojskowy Szpital Polowy (Wrocław)

  - Wielonarodowy Korpus Północ-Wschód
  - Ośrodki szkolenia
    - Centrum Doktryn i Szkolenia Sił Zbrojnych w Bydgoszczy
    - Centrum Szkolenia Wojsk Lądowych im. Stefana Czarnieckiego w Poznaniu
    - Centrum Szkolenia Artylerii i Uzbrojenia im. gen. Józefa Bema w Toruniu
    - Centrum Szkolenia Wojsk Inżynieryjnych i Chemicznych we Wrocławiu
    - Centrum Szkolenia Łączności i Informatyki w Zegrzu
    - Centrum Szkolenia Wojskowych Służb Medycznych w Łodzi
    - Centrum Szkolenia Wojsk Lądowych Drawsko w Olesznie
    - Centrum Szkolenia na potrzeby Sił Pokojowych (Kielce)
    - Ośrodek Szkolenia Służby Ratowniczo-Wysokościowej (Bydgoszcz)
    - Szkoła Podoficerska Wojsk Lądowych w Zegrzu
    - Szkoła Podoficerska Wojsk Lądowych w Poznaniu
    - Szkoła Podoficerska Wojsk Lądowych we Wrocławiu
    - Szkoła Podoficerska Wojsk Lądowych w Toruniu
    - 1 Ośrodek Szkolenia Kierowców (Grudziądz)
    - 2 Ośrodek Szkolenia Kierowców (Ostróda)
    - Ośrodek Szkolenia Poligonowego Wojsk Lądowych (Małomice)
    - Ośrodek Szkolenia Poligonowego Wojsk Lądowych (Biała Piska – Bemowo Piskie)
    - Ośrodek Szkolenia Poligonowego Wojsk Lądowych (Nowa Dęba)
    - Ośrodek Szkolenia Poligonowego Wojsk Lądowych (Wędrzyn)

  - Inne formacje i obiekty
    - trzy ośrodki przechowywania sprzętu
    - osiem rejonowych baz materiałowych
    - cztery okręgowe warsztaty techniczne
    - siedem rejonowych warsztatów technicznych
    - siedem szpitali wojskowych
    - dziesięć wojskowych komend transportu

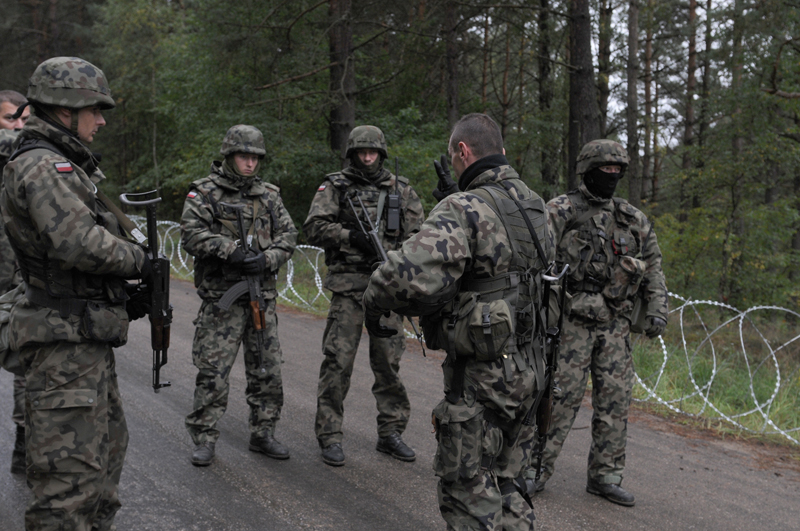
Polscy żołnierze podczas ćwiczeń Anakonda 2008

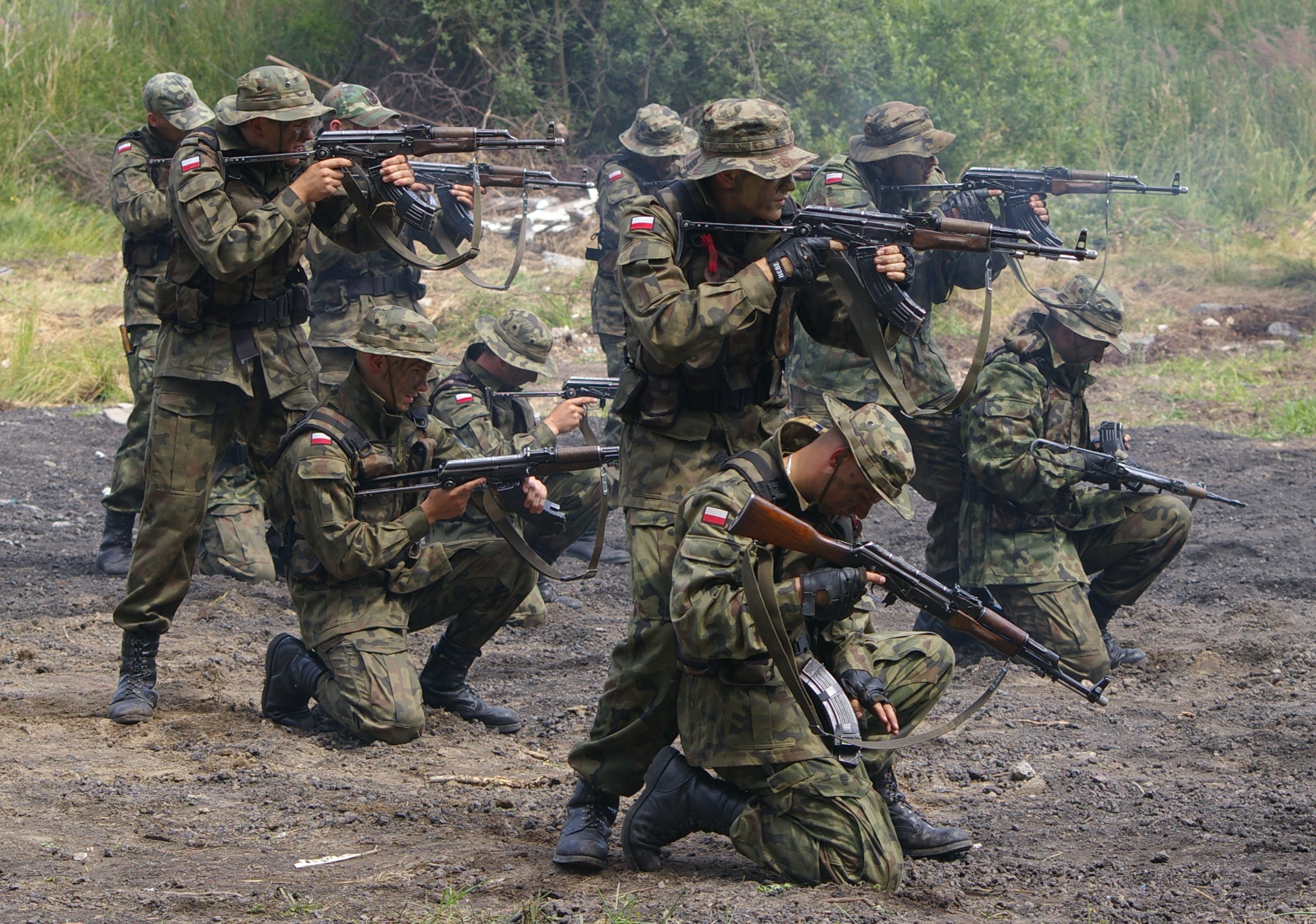
12 Szczecińska Dywizja Zmechanizowana

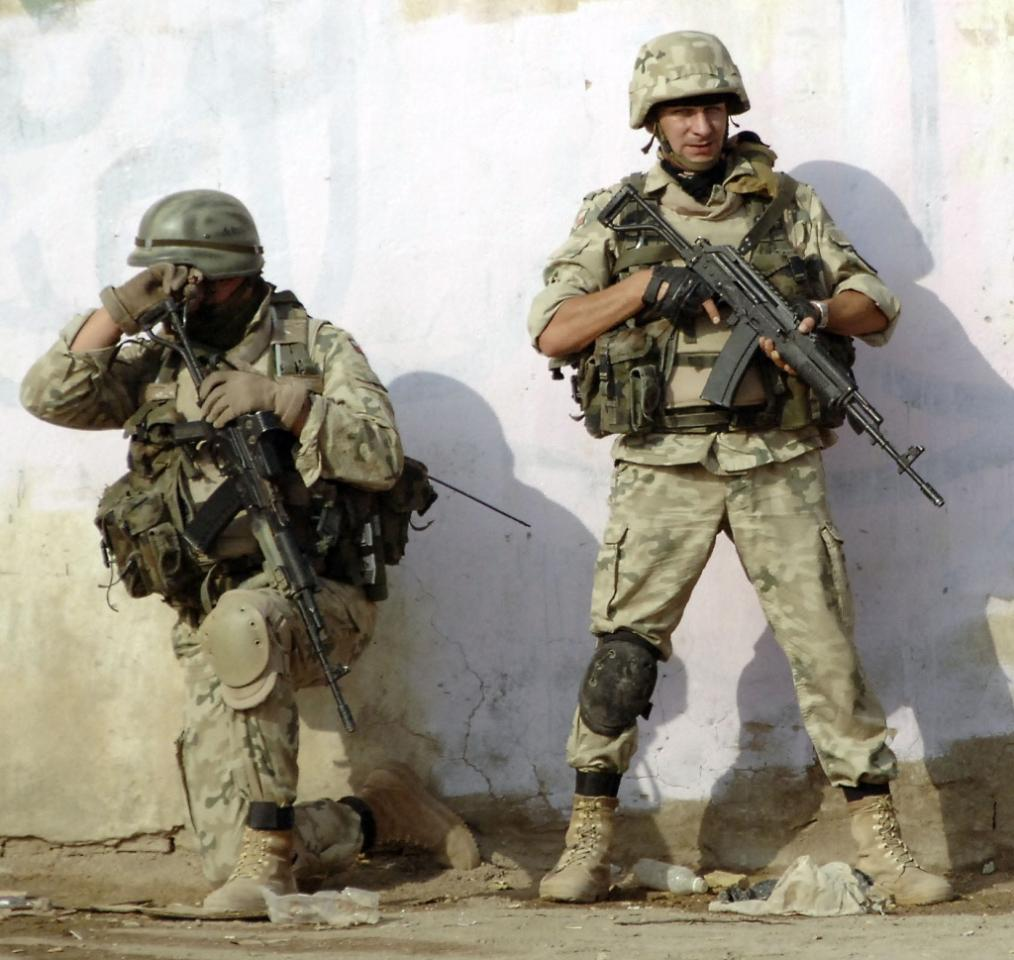
PKW Afganistan

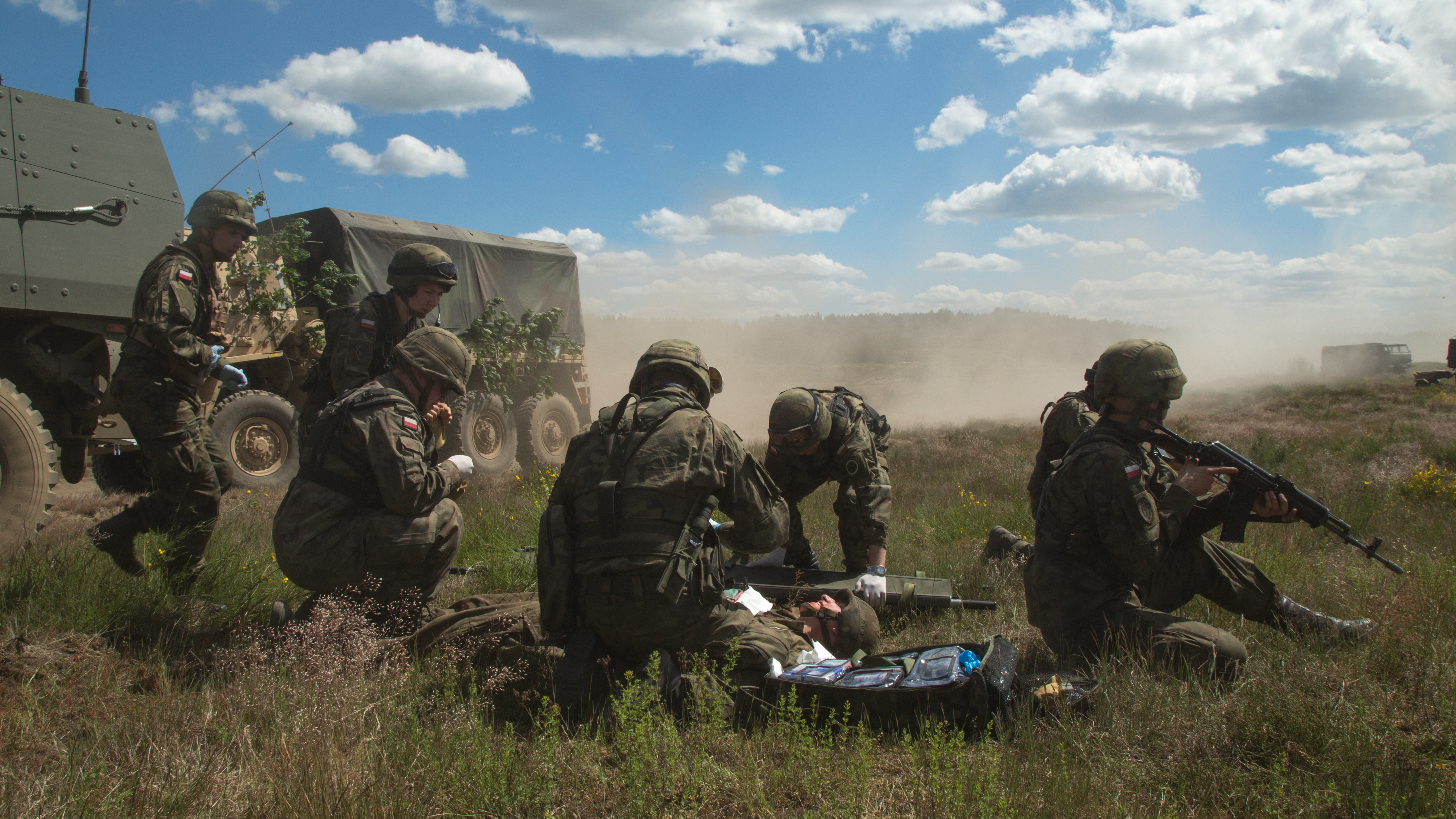
Ćwiczenia Anakonda 2016

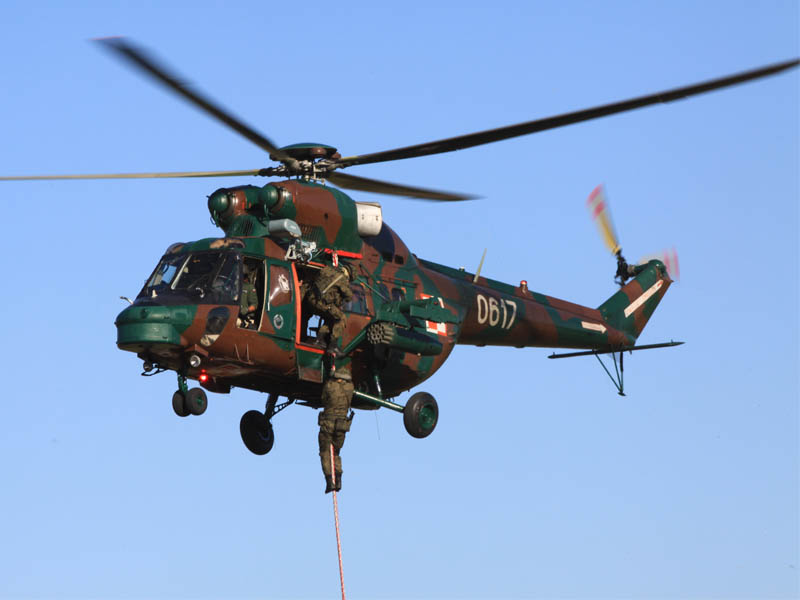
Desant Wojsk Powietrznodesantowych ze śmigłowca PZL W-3 Sokół

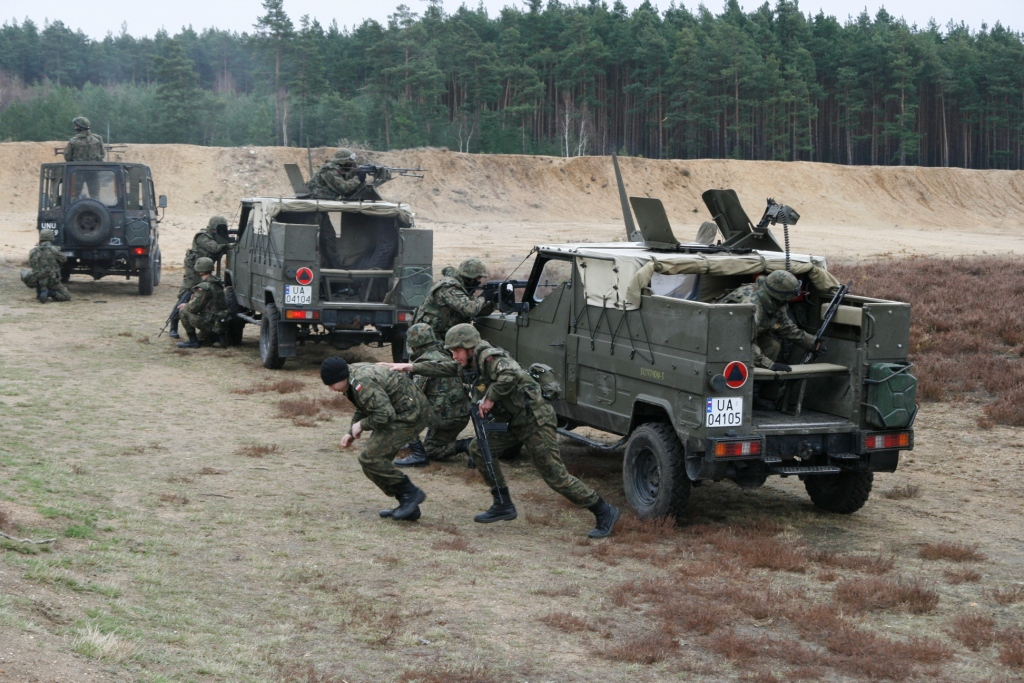
Żołnierze 34 Brygady Kawalerii Pancernej

## Rodzaje Wojsk Lądowych[3]

### Wojska Pancerne i Zmechanizowane
- przeznaczenie: odpieranie uderzeń zgrupowań pancerno-zmechanizowanych, wykonywanie zwrotów zaczepnych celem odzyskania utraconego terenu, prowadzenie działań na rzecz wsparcia pokoju, zwalczanie środków napadu powietrznego (w tym zwłaszcza śmigłowców bojowych) i walka z formacjami aeromobilnymi przeciwnika;
- podstawowe wyposażenie: czołgi T-72 (159 w czynnej służbie, reszta w rezerwie, łącznie 528 na dzień 15 stycznia 2016), czołgi PT-91 (232 na dzień 1 stycznia 2016), czołgi Leopard 2 w wersjach A4 (142 sztuki), które przechodzą modernizację do standardu Leopard 2PL[4], czołgi Leopard 2A5 (105 sztuk) oraz 2 sztuki wersji szkoleniowej Leopard 2NJ (łącznie WL posiadają 249 sztuk czołgów Leopard 2 na dzień 15 stycznia 2016), opancerzone wozy bojowe (2608 na dzień 1 stycznia 2016) – w tym: bojowe wozy piechoty (BWP-1), kołowe transportery opancerzone KTO „Rosomak” oraz specjalistyczne wozy zabezpieczenia technicznego m.in. pojazdy WZT-3, Bergepanzer 2 oraz transportery Rosomak w wersji WRT (wóz rozpoznania technicznego).

### Wojska Aeromobilne
Wojska Aeromobilne stanowią połączenie dotychczasowych wojsk powietrznodesantowych, desantowo-szturmowych, kawalerii powietrznej i lotnictwa wojsk lądowych;
- przeznaczenie: naziemne wspieranie operacji lądowych i morskich, zmierzających do opanowania z powietrza ważnych obiektów przeciwnika, dezorganizacja ruchu odwodów oraz niszczenie sił i środków wsparcia logistycznego, prowadzenie działań dywersyjnych, zaczepnych i obronnych, wykonywanie rajdów przeciwpancernych oraz niszczenie środków ogniowych przeciwnika;
- skład: 6 Brygada Powietrznodesantowa i 25 Brygada Kawalerii Powietrznej.

### Wojska Rakietowe i Artylerii
- przeznaczenie: wsparcie ogniowe wojsk w każdych warunkach, w działaniach głębokich i bezpośrednich, rażenie ogniowe przeciwnika i zapewnienie wsparcia walczącym wojskom;
- skład: trzy dywizyjne pułki artylerii, dywizjony artylerii brygad ogólnowojskowych i kompanie wsparcia.
- podstawowe wyposażenie: 122mm haubica samobieżna 2S1 „Goździk”, 152mm armatohaubica samobieżna „Dana”, haubica AHS Krab, wyrzutnie rakietowe: BM-21, RM-70, WR-40 Langusta, KMO Rak moździerze 98 mm i 120 mm, zestawy przeciwpancernych pocisków kierowanych MALUTKA i SPIKE.

### Wojska Obrony Przeciwlotniczej
- przeznaczenie: bezpośrednia osłona wojsk i obiektów przed uderzeniem środków napadu powietrznego;
- skład: trzy pułki przeciwlotnicze oraz dywizjony przeciwlotnicze w brygadach zmechanizowanych i pancernych;
- podstawowe wyposażenie: odległościomierze radiolokacyjne typu NUR, zestawy automatyzacji dowodzenia oparte na urządzeniach ŁOWCZA-REGA, zestawy kierowanych rakiet ziemia-powietrze Kub i samobieżne przeciwlotnicze zestawy rakietowe „OSA-AK”, przenośne przeciwlotnicze zestawy rakietowe GROM, Strzała-2, zestawy artyleryjsko-rakietowe ZUR-23-2KG, zestawy artyleryjskie ZSU-23-4MP BIAŁA, rakietowe zestawy przeciwlotnicze Poprad oraz systemy Narew.

### Wojska Inżynieryjne
- przeznaczenie: bojowe (wsparcia inżynieryjnego) – rozpoznanie inżynieryjne przeciwnika i terenu, budowa i pokonywanie zapór inżynieryjnych, wykonywanie przejść w naturalnych przeszkodach terenowych, przygotowanie i utrzymanie dróg, urządzanie i utrzymanie przepraw, rozminowanie terenu i obiektów oraz maskowanie wojsk; humanitarne – charakteru pokojowego, niesienie pomocy gospodarce i społeczeństwu zarówno w kraju, jak i za granicą, w tym: oczyszczanie terenu z przedmiotów wybuchowych i niebezpiecznych, udział w likwidacji skutków klęsk ekologicznych i żywiołowych, udział w misjach pokojowych w składzie sił ONZ i NATO;
- skład: na szczeblu operacyjno-taktycznym brygady i pułki; Wojska Lądowe posiadają dwa pułki saperów i dwa pułki inżynieryjne.
- podstawowe wyposażenie: TRI, ISM Kroton, SUM-Kalina mosty towarzyszące MS-20 Daglezja, BLG-67, parki pontonowe PP-64 Wstęga, Maszyny Inżynieryjno-Drogowe MID czy amfibie PTS.

### Wojska Chemiczne
- przeznaczenie: wykrywanie skażeń biologicznych, prowadzenie rozpoznania i dokonywanie pomiarów skażeń promieniotwórczych i chemicznych, użycie zespołów do pobierania próbek skażeń promieniotwórczych, biologicznych i chemicznych, zapewnienie zbiorowej ochrony przed skażeniami oraz prowadzenie całkowitej likwidacji skażeń, rażenie przeciwnika miotaczami ognia oraz maskowanie dymem wojsk własnych i obiektów, udział w likwidacji skutków klęsk żywiołowych;
- sposób realizacji: wykorzystanie funkcjonującego w ramach wojsk chemicznych systemu wykrywania skażeń, którego wybrane elementy w okresie pokoju monitorują sytuację skażeń na terenie całego kraju; wykorzystanie istniejącego systemu ratownictwa chemicznego, opartego na dwóch Chemicznych i Radiacyjnych Zespołach Awaryjnych;
- skład: na szczeblu operacyjnym pułki i bataliony chemiczne, na szczeblu związków taktycznych kompanie chemiczne, na szczeblu oddziałów plutony chemiczne.
- podstawowe wyposażenie: pojazdy służące do rozpoznawania skażeń m.in. BRDM-2RS i BRDM-2RSM oraz specjalistyczny sprzęt służący do ich likwidacji.

### Wojska Rozpoznania i Walki Elektronicznej
- przeznaczenie: rozpoznanie wojskowe (zdobywanie danych o przeciwniku, niezbędnych do przygotowania i skutecznego prowadzenia działań bojowych, m.in. o ruchu wojsk przeciwnika oraz posiadanych przez niego siłach i środkach), walka elektroniczna (rozpoznanie i dezorganizacja działań organów dowodzenia przeciwnika oraz ochrona własnych wojsk przed analogicznymi działaniami), działania psychologiczne, rozpoznanie specjalne oraz zabezpieczenie geograficzne;
- sposób realizacji: wykorzystanie wyspecjalizowanych wojsk oraz technicznych i elektronicznych środków rozpoznania i walki radioelektronicznej;
- skład: na szczeblu operacyjnym – pułki rozpoznania, bataliony WRE, na szczeblu związków taktycznych – bataliony rozpoznawcze, na szczeblu oddziałów – kompanie rozpoznawcze.
- podstawowe wyposażenie: m.in. zestawy Przebiśnieg oraz Breń-2.

### Wojska Łączności i Informatyki
- przeznaczenie: zapewnienie dowodzenia wojskami lądowymi w czasie pokoju, kryzysu i wojny; informatyczne wspomaganie procesów decyzyjnych, m.in. przez cyfrowe przygotowanie danych, w tym analiza potencjału bojowego przeciwnika i symulowanie przebiegu działań bojowych;
- sposób realizacji: wykorzystanie potencjału telekomunikacyjnego kraju, istniejącej infrastruktury telekomunikacyjnej oraz jednostek i pododdziałów wsparcia dowodzenia Wojsk Lądowych;
- skład: pułki dowodzenia, bataliony dowodzenia oraz pododdziały dowodzenia i łączności jednostek rodzajów wojsk

### Jednostki wsparcia logistycznego
- przeznaczenie: zadaniem jednostek wsparcia logistycznego jest zapewnienie środków logistycznych, a także uzbrojenia i sprzętu wojskowego dla mobilizacyjnego i operacyjnego rozwinięcia jednostek Wojsk Lądowych oraz utrzymania ich w pełnej gotowości bojowej. Zajmują się ciągłym odtwarzaniem zapasów, obsługiwaniem oraz remontem uzbrojenia i sprzętu wojskowego, ochroną medyczną wojsk, kierowaniem transportem i przemieszczeniem jednostek.
- skład: w ich składzie znalazły się pododdziały i oddziały zaopatrzenia, transportowe, remontowe i ewakuacyjne, medyczne i regulacji ruchu. Stacjonarna infrastruktura logistyczna obejmuje: bazy materiałowe, okrętowe i rejonowe warsztaty techniczne, szpitale wojskowe, a także wojskowe komendy transportu.